# Штефан-чел-Маре (Васлуй)
Штефан-чел-Маре (рум. Ștefan cel Mare) — село у повіті Васлуй в Румунії. Адміністративний центр комуни Штефан-чел-Маре.
Село розташоване на відстані 280 км на північний схід від Бухареста, 11 км на північний захід від Васлуя, 48 км на південь від Ясс, 146 км на північ від Галаца.

## Населення
За даними перепису населення 2002 року у селі проживали 472 особи, усі — румуни. Усі жителі села рідною мовою назвали румунську.